# Maria Trost (Fernitz)

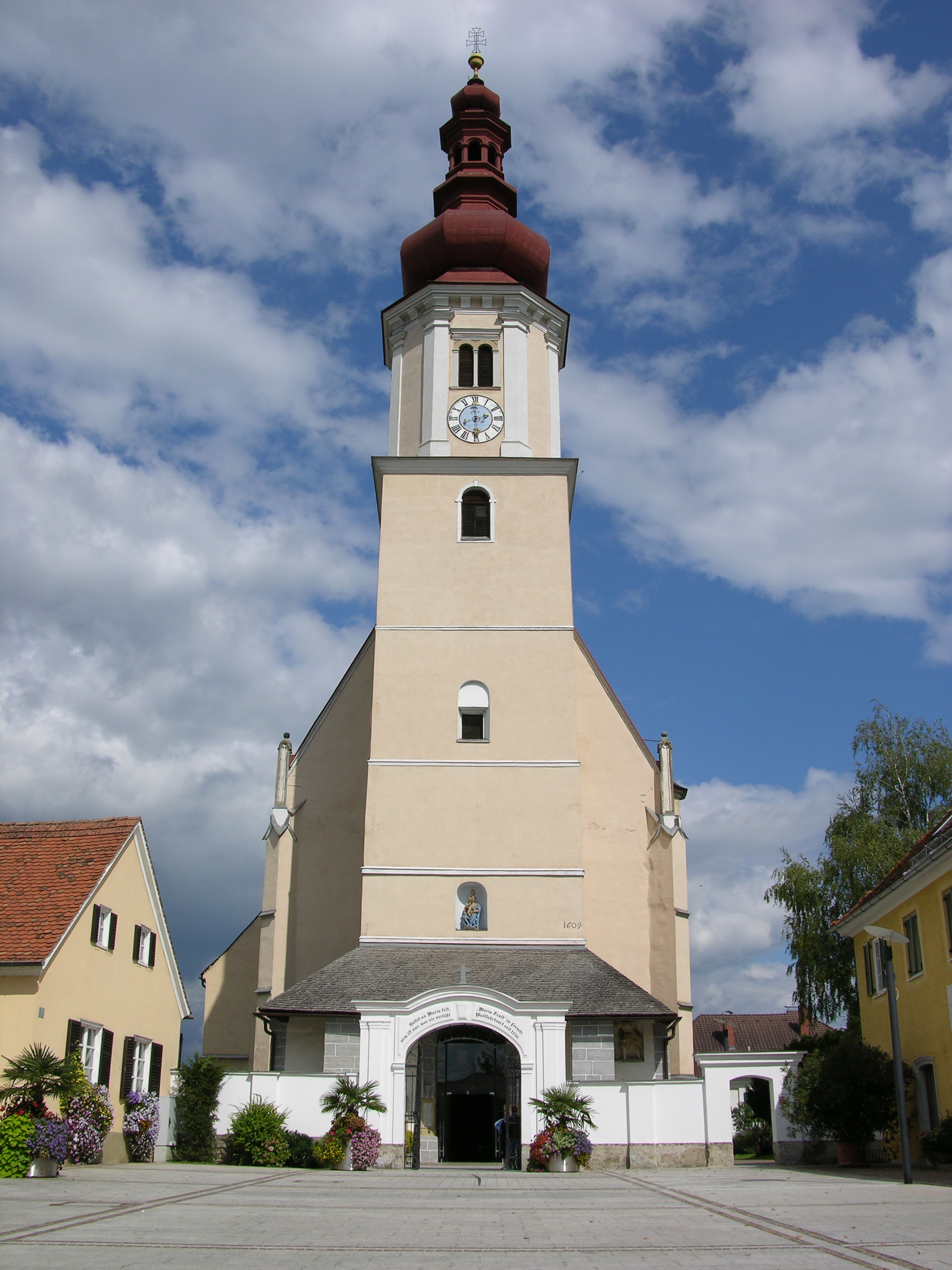
Wallfahrtskirche Maria Trost

Die römisch-katholische Wallfahrtskirche Maria Trost befindet sich im Ort Fernitz der Gemeinde Fernitz-Mellach im österreichischen Bundesland Steiermark. Es handelt sich um ein bedeutendes spätgotisches Gebäude, das von 1506 bis 1514 erbaut wurde und unter Kunsthistorikern besonders wegen der bemerkenswerten Gewölbelösung im Chorbereich bekannt ist.

## Geschichte
Bereits seit 1150 ist Maria Trost in Fernitz ein Wallfahrtsort und zählt damit zu den ältesten der Steiermark. Der Legende nach war aus Vasoldsberg, einem benachbarten Ort, eine Marienstatue verschwunden und in den Auen von Fernitz in einem Dornbusch aufgefunden worden. Obwohl man diese Statue dreimal an ihren ursprünglichen Aufstellungsort zurückbrachte, soll sie stets wieder in den Auen gefunden worden sein.

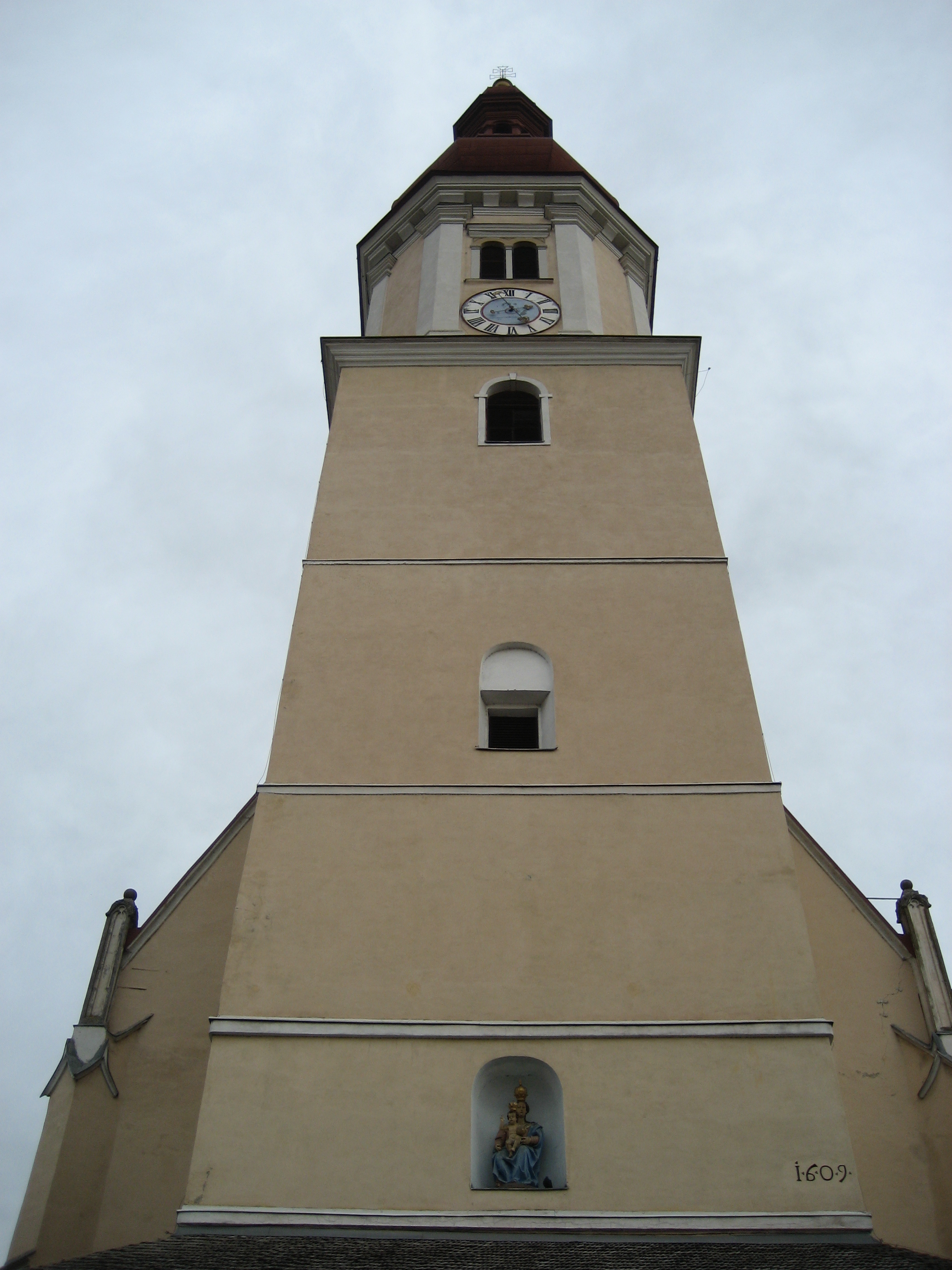
Kirchturm

Die erste romanische Kapelle wurde von den Freiherren von Pranckh um 1160 für diese wundertätige Marienstatue errichtet. Weil bald viele Wallfahrer kamen, wurde die Errichtung einer Kirche beschlossen. Herzog Friedrich der Schöne ließ daher 1314 eine Kirche in hochgotischem Stil bauen. An der Nordseite der Kirche sind noch zwei Geschoße des Turmes dieser ersten Kirche erhalten.
Der heutige spätgotische Bau, eine dreischiffige Hallenkirche (erbaut 1506–1514) verdankt seine Entstehung vermutlich dem Drängen der Grazer, insbesondere des in Graz residierenden Kaisers Friedrich III. Als 1480 die drei „Gottesplagen“ Türken, Heuschrecken und Pest über das Land hereinbrachen (siehe das „Gottesplagenfresko“ an der Südwand des Grazer Doms), lautete dem Volksmund zufolge das Gelöbnis: „Maria in der Fern..., hilfst du mir, so helf ich dir gern!“ Der kleine Reichsadler im Relief auf der Außenseite des Chores sowie der barocke Reichsadler in der Vorhalle des Haupteinganges (1734) erinnern noch an den Kaiser als Bauherrn.
Der heute bestehende Bau wurde von derselben Bauhütte errichtet wie der Grazer Dom. Das Gewölbe wiederum weist Ähnlichkeiten mit jenem der Grazer Stadtpfarrkirche auf. Viele Künstler, die bei der Ausstattung Grazer Kirchen mitarbeiteten, waren auch in Fernitz tätig, etwa Veit Königer, Hans Pascher und Josef Schkotnigg.

## Das Äußere

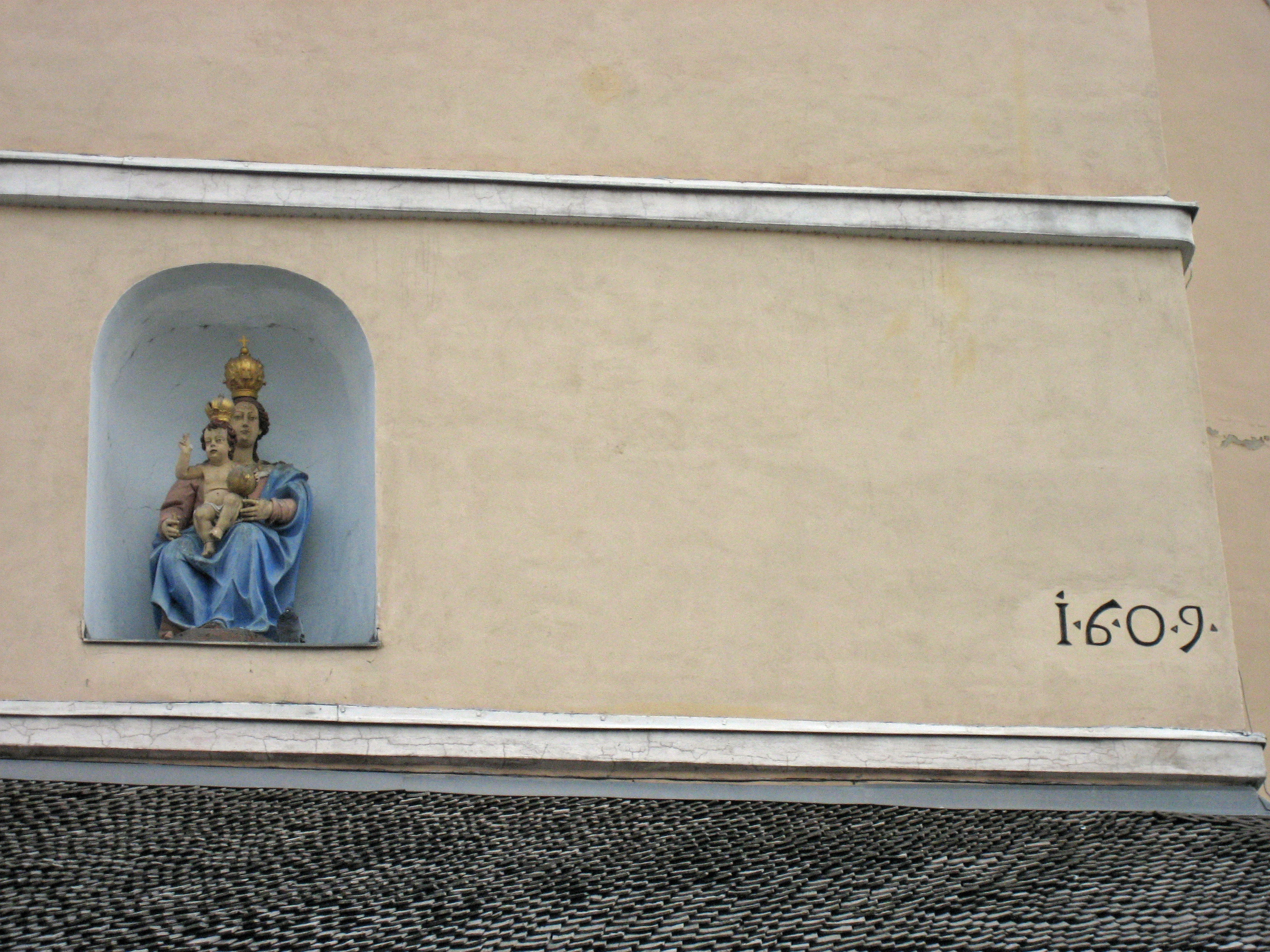
Turmmadonna und fehlerhafte Jahreszahl „1609“

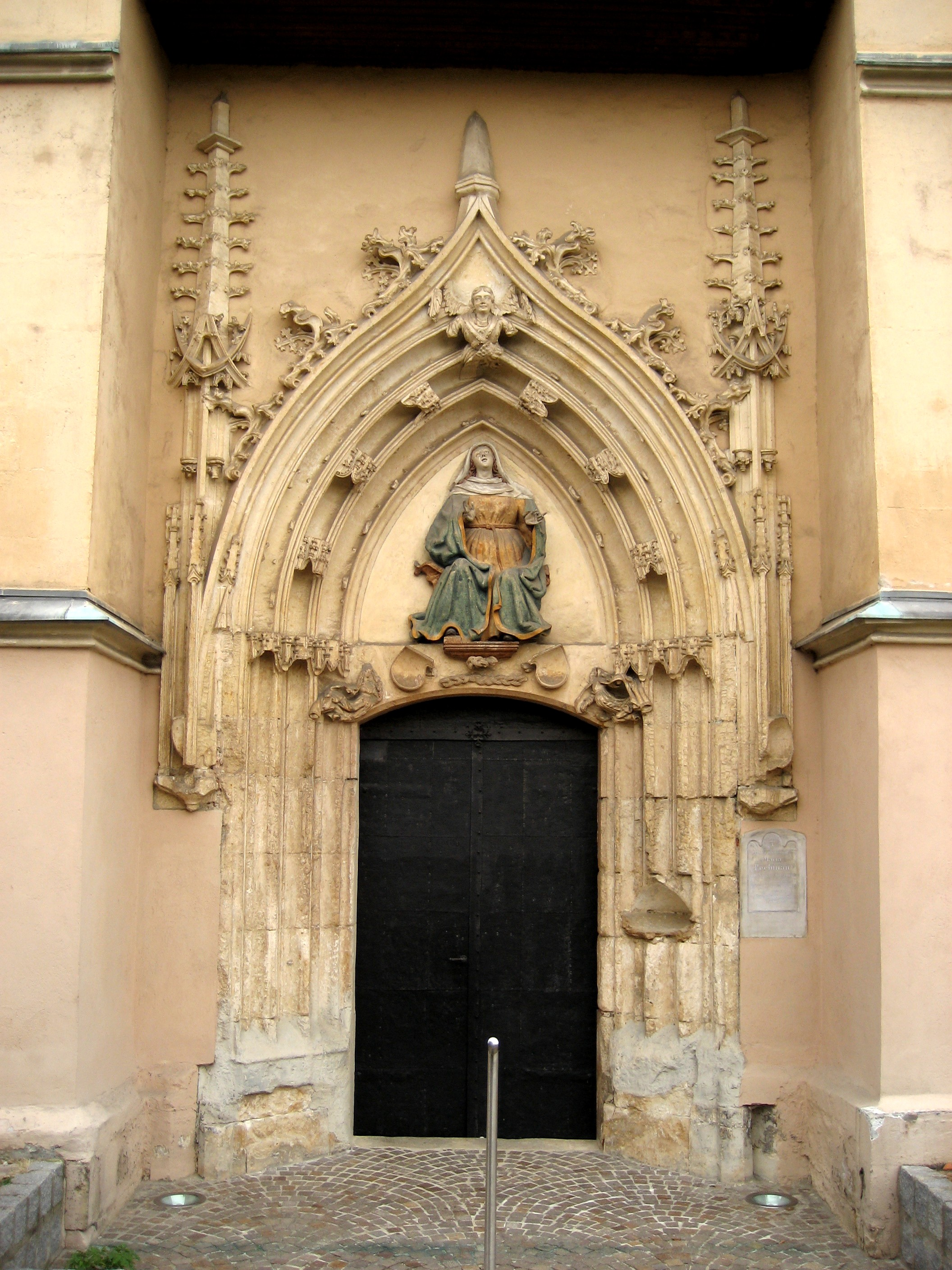
Südportal

Von Kalsdorf oder Hausmannstätten kommend ist der 64,3 m hohe Turm an der Westseite der Kirche schon von weitem sichtbar. Auf den bereits seit der Bauzeit der Kirche bestehenden quadratischen Unterbau wurde durch Michael Arhahn im Jahr 1669 der Turm gesetzt, den eine barocke Zwiebelkuppel von 1742 krönt. Die Jahrzahl 1609, die am unteren Ende des Turms zu sehen ist, müsste richtig 1669 heißen. Bis zum Bau des Turmes war die Westfassade der Kirche oberhalb der Turmhalle frei und mit zwei Fenstern und Statuen geschmückt. Die barocke, aus einem Stück Eichenholz geschnitzte Turmmadonna wird Wilhelm Storer zugeschrieben und entstand um 1676. Am südwestlichen Turmpfeiler ist ein Relief des Hl. Christophorus zu sehen, das inzwischen aber schwer beschädigt ist. In der Turmvorhalle unter dem Turm befindet sich schließlich das von Josef Schkotnigg gestaltete barocke Hauptportal von 1734.
Vom selben Meister, der das Christophorusrelief gestaltet hat, stammt auch die reiche Verzierung des Südportals: Fialen, Krabben und Kreuzblumen. Zu sehen sind im Tympanon sitzend Maria und über ihr ein Engel.

## Das Innere

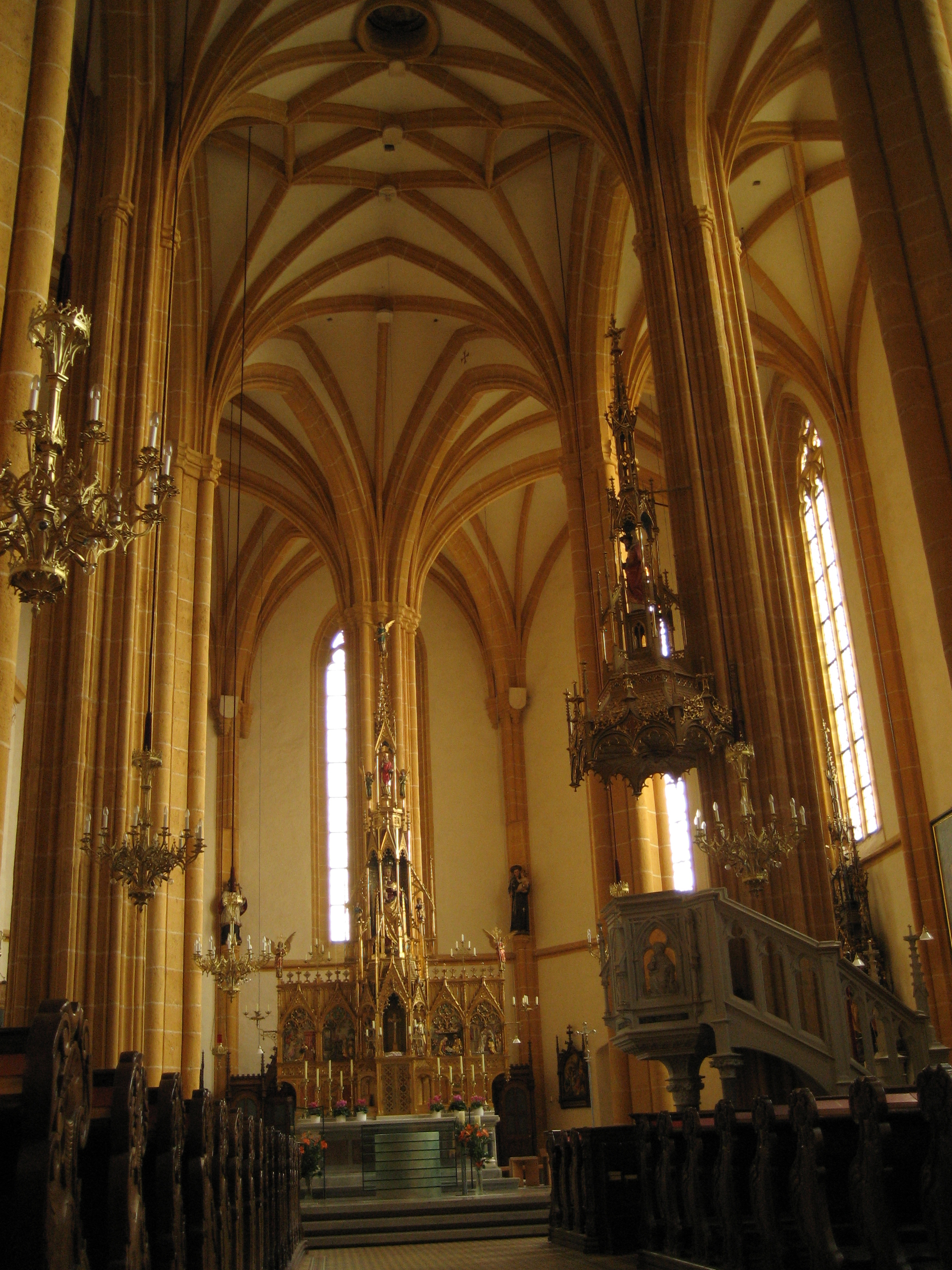
Hauptschiff und Zentralpfeiler im Chorbereich

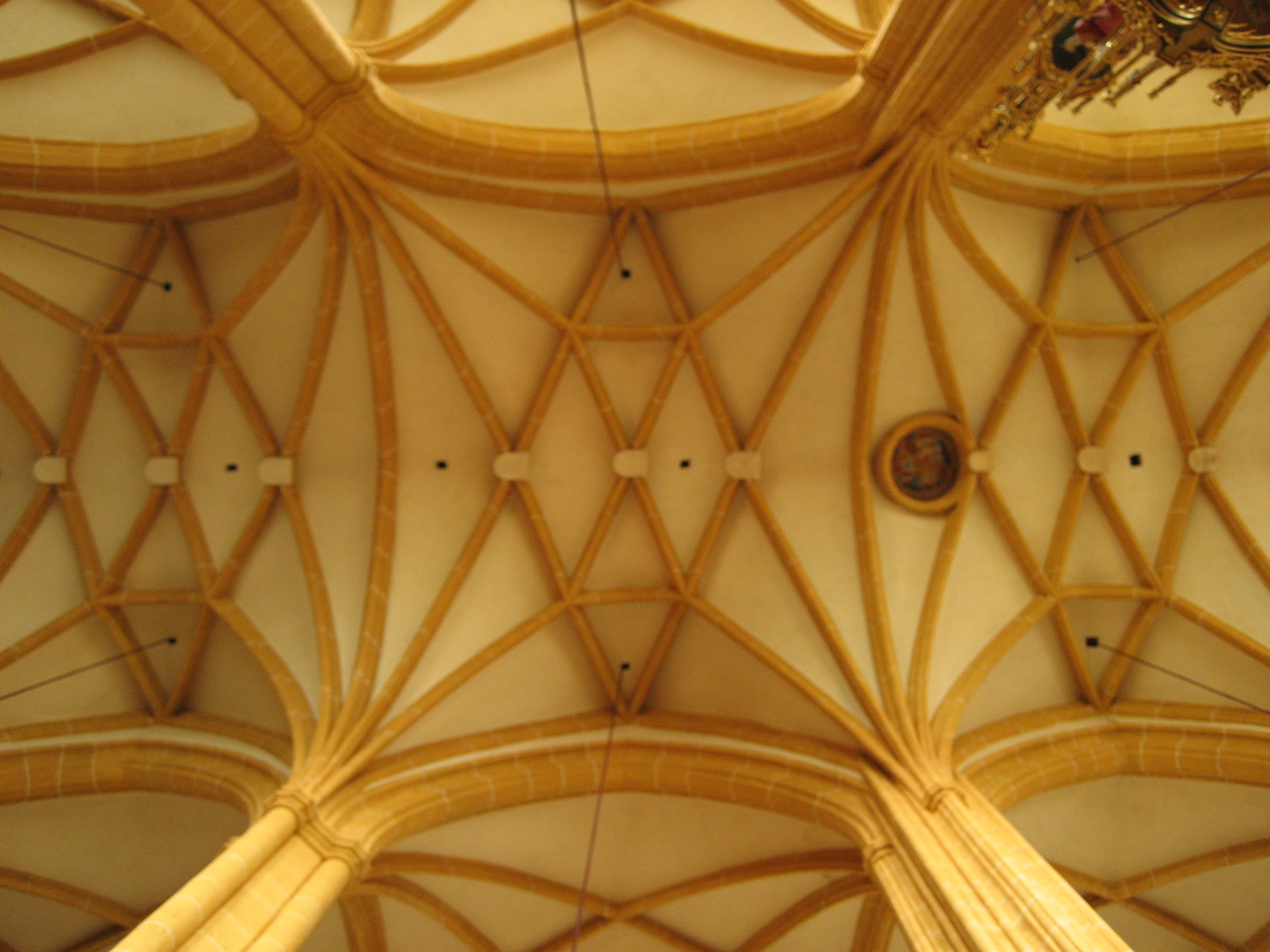
Gewölbe im Hauptschiff

Bekannt ist die Kirche vor allem für das ungewöhnliche Gewölbe im Chorbereich. An das dreischiffige, vierjochige Langhaus anschließend folgt ein Hallenumgangschor mit einem zentralen Mittelpfeiler, der als sechseckiger Zentralraum gesehen werden kann. Im Langhaus besteht das Gewölbe aus jochweise gebildeten Rippensternen, die im breiteren Hauptschiff reicher gestaltet sind. Am westlichen Ende des Kirchenschiffs wurde 1751 von Steinmetzermeister Andreas Zeiller eine Orgelempore eingebaut, auf der sich eine Orgel von Friedrich Werner (1869) befindet. Im Inneren ist die Kirche 34 m lang und 16 m breit, die mit Dreipässen, Vierpässen und Fischblasen verzierten Fenster sind 9 m, die schön gestalteten Pfeiler 16 m hoch.
Die barocken Altäre von Veit Königer sind nicht erhalten, da sie 1895 durch neugotische, von Hans Pascher gestaltete ersetzt wurden. Am Hochaltar ist eine spätgotische Marienstatue (aus der Zeit um 1520, es handelt sich also nicht um die in der Legende genannte Statue) zu sehen. Das Kirchengestühl stammt von Josef Angerer aus dem Jahr 1744, so wie auch die Türflügel am Portal mit schönen Einlegearbeiten.
Nördlich an den Kirchenraum anschließend befindet sich die sogenannte Kreuzkapelle (auch: Gallerkapelle), die nach Fertigstellung der Kirche, aber noch vor 1535 angefügt wurde. Diese Kapelle wurde 1668 durch Siegfried und Friedrich von Galler zur Familienkapelle umgebaut. Zu sehen sind hier eine Stuckdecke im Knorpelwerkstil, zwei Epitaphien von 1669 bzw. 1696, ein Altar mit Kreuzigungsgruppe (um 1780) sowie in einem Schrein die 1854 von Rom hierher übertragenen Reliquien des heiligen Zoticus.
Neben der Kapelle befindet sich ein Stabwerkportal mit der Jahreszahl 1506, durch das man in einen kreuzgratgewölbten, mit Fresken versehenen Raum unter dem alten Turm der Vorgängerkirche gelangt. Von hier aus führt eine Tür in die 1623 erbaute Sakristei, in der sich eine frühbarocke Lavabonische, ein spätbarocker Schrank sowie eine Pieta (Ölbild) aus Litauen (um 1820) befinden.

## Bilder

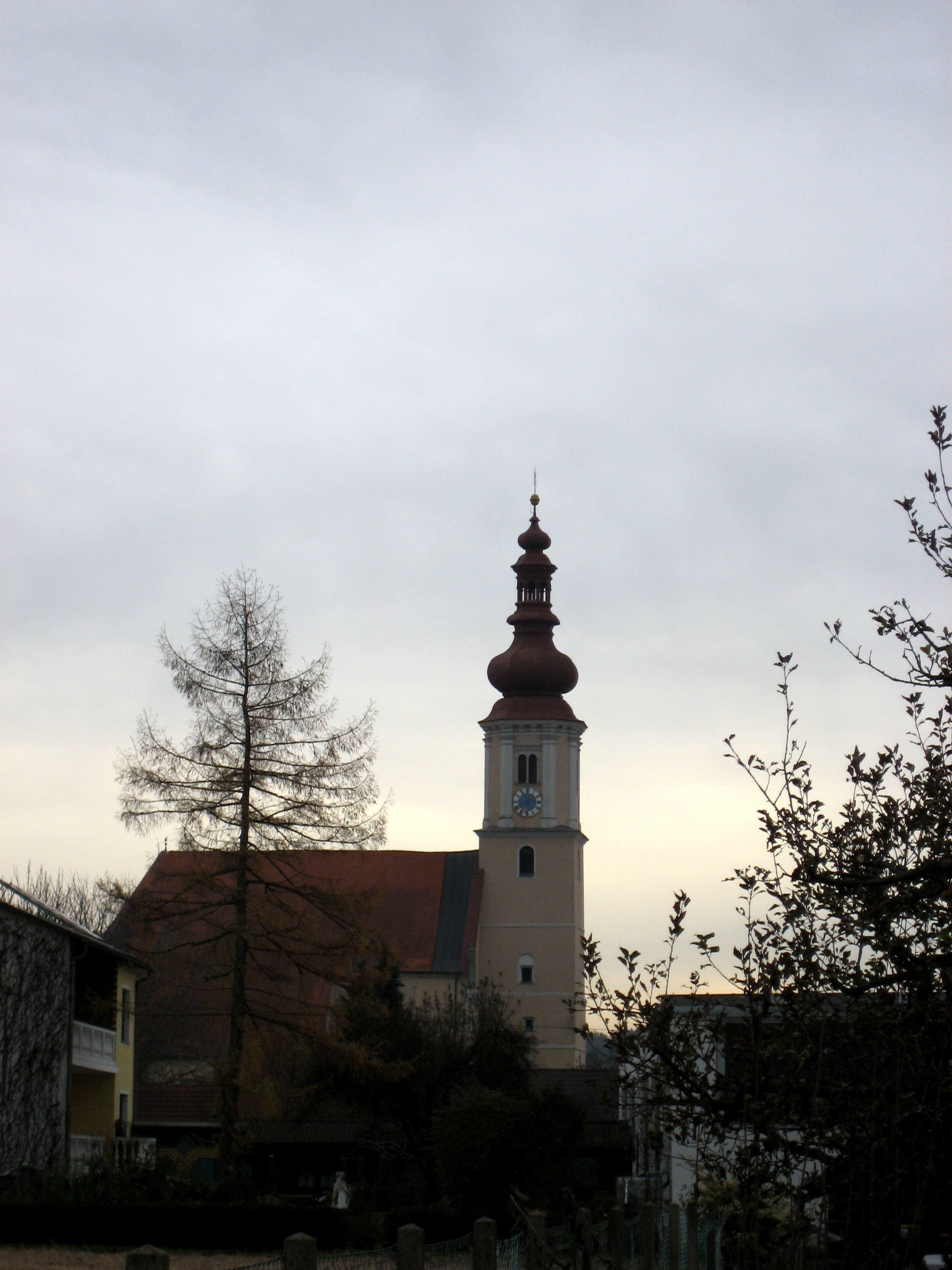
Kirche von Norden
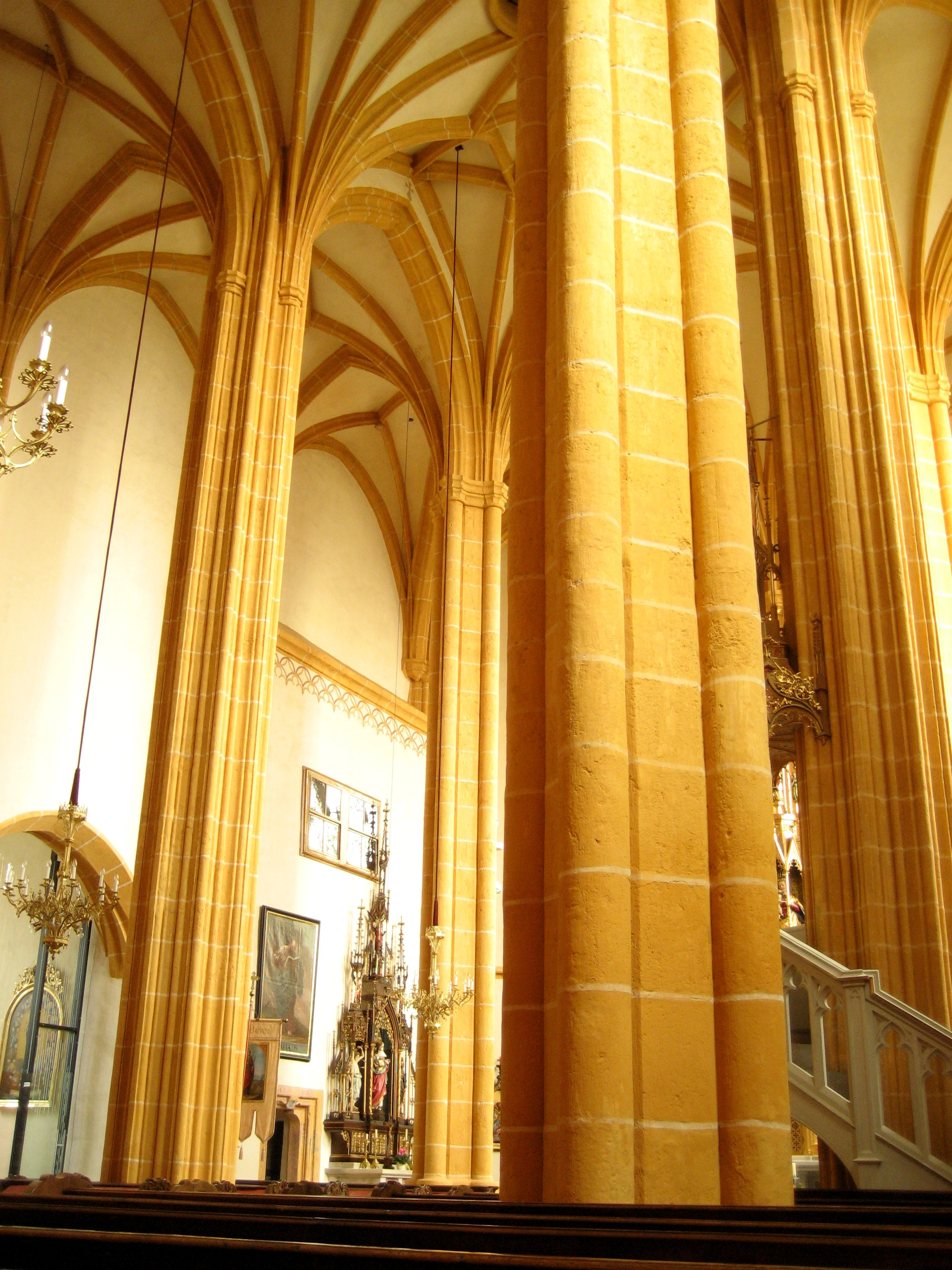
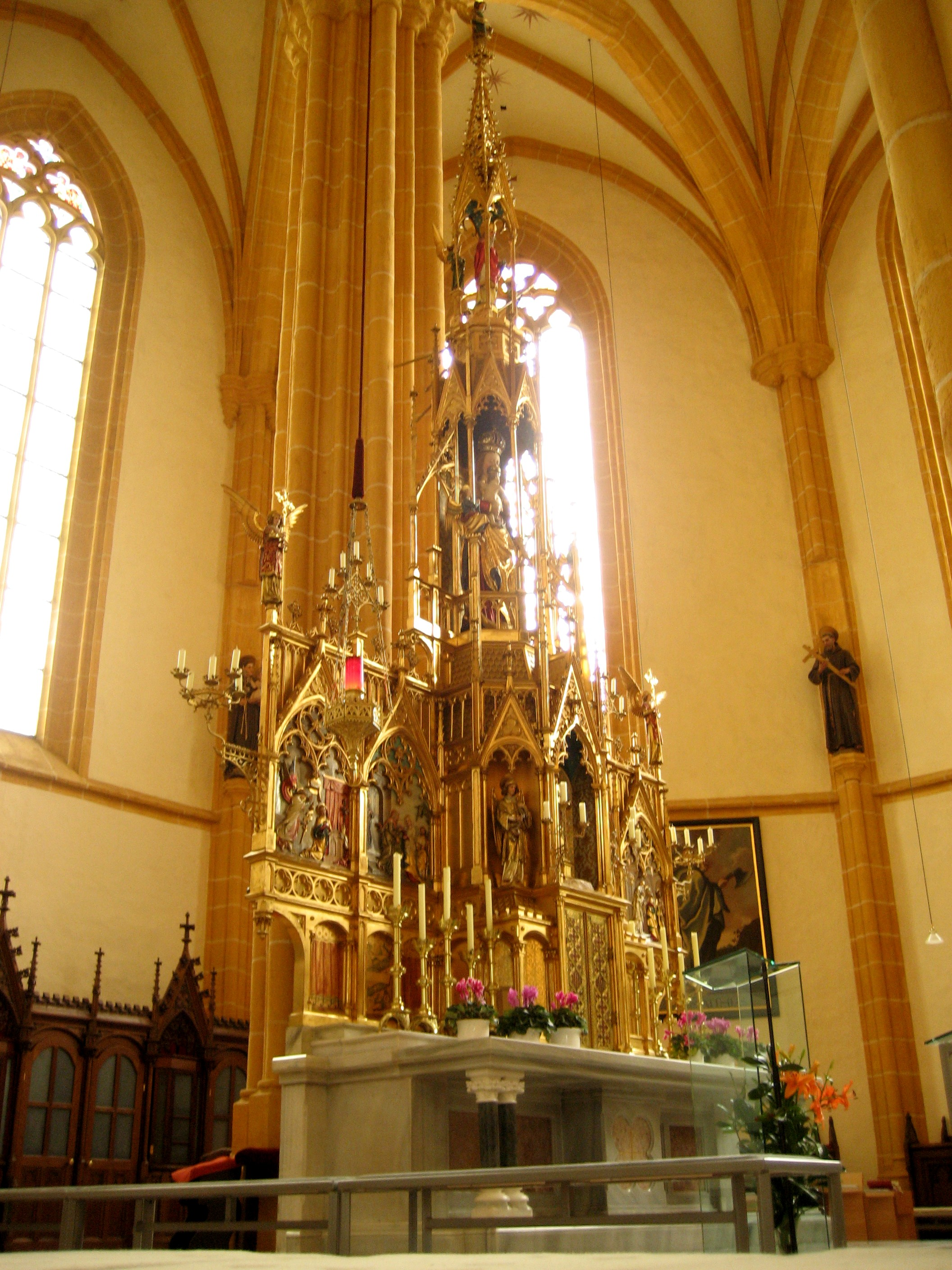
Neugotischer Hauptaltar
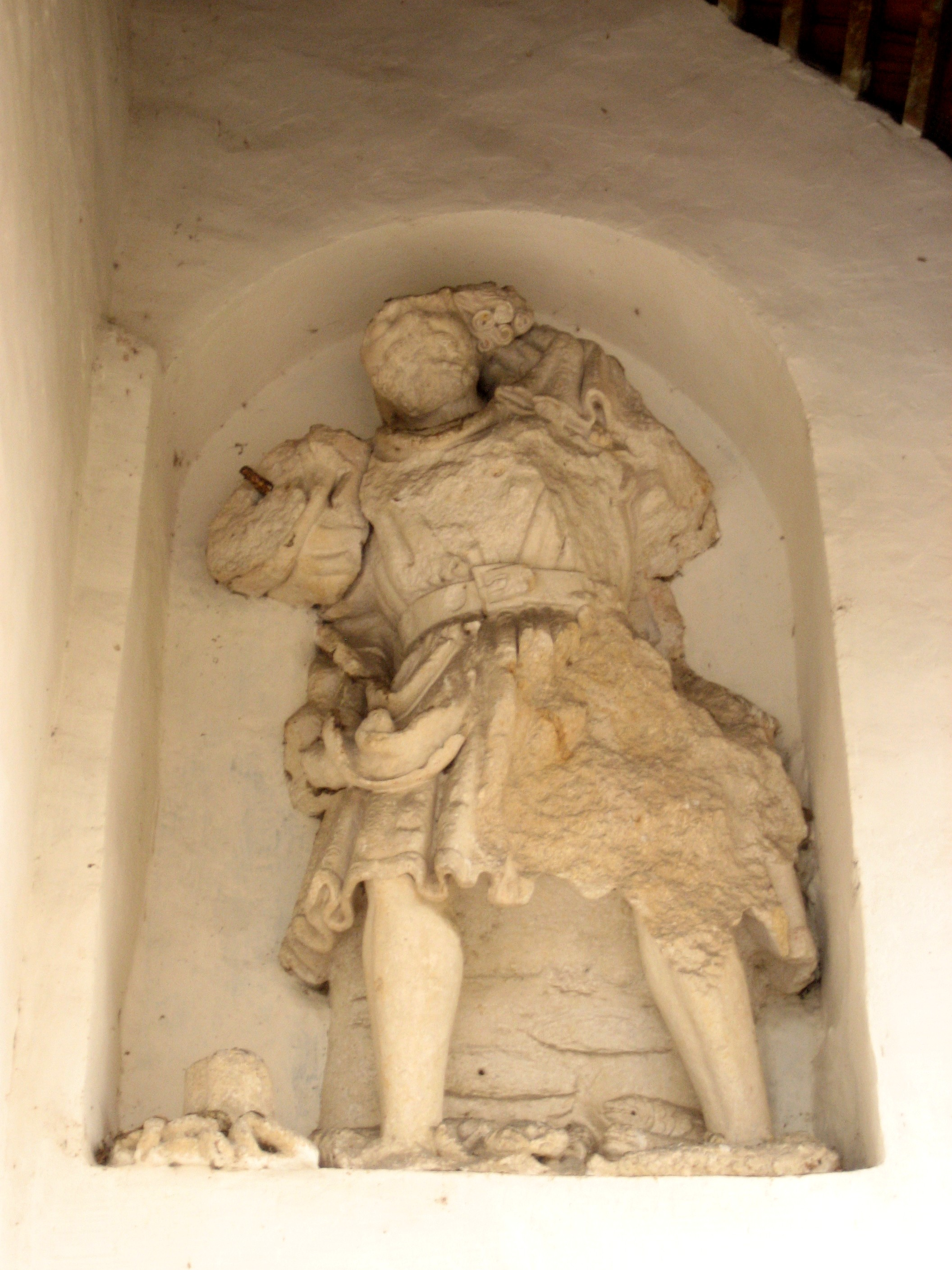
Christophorusrelief an der Turmmauer
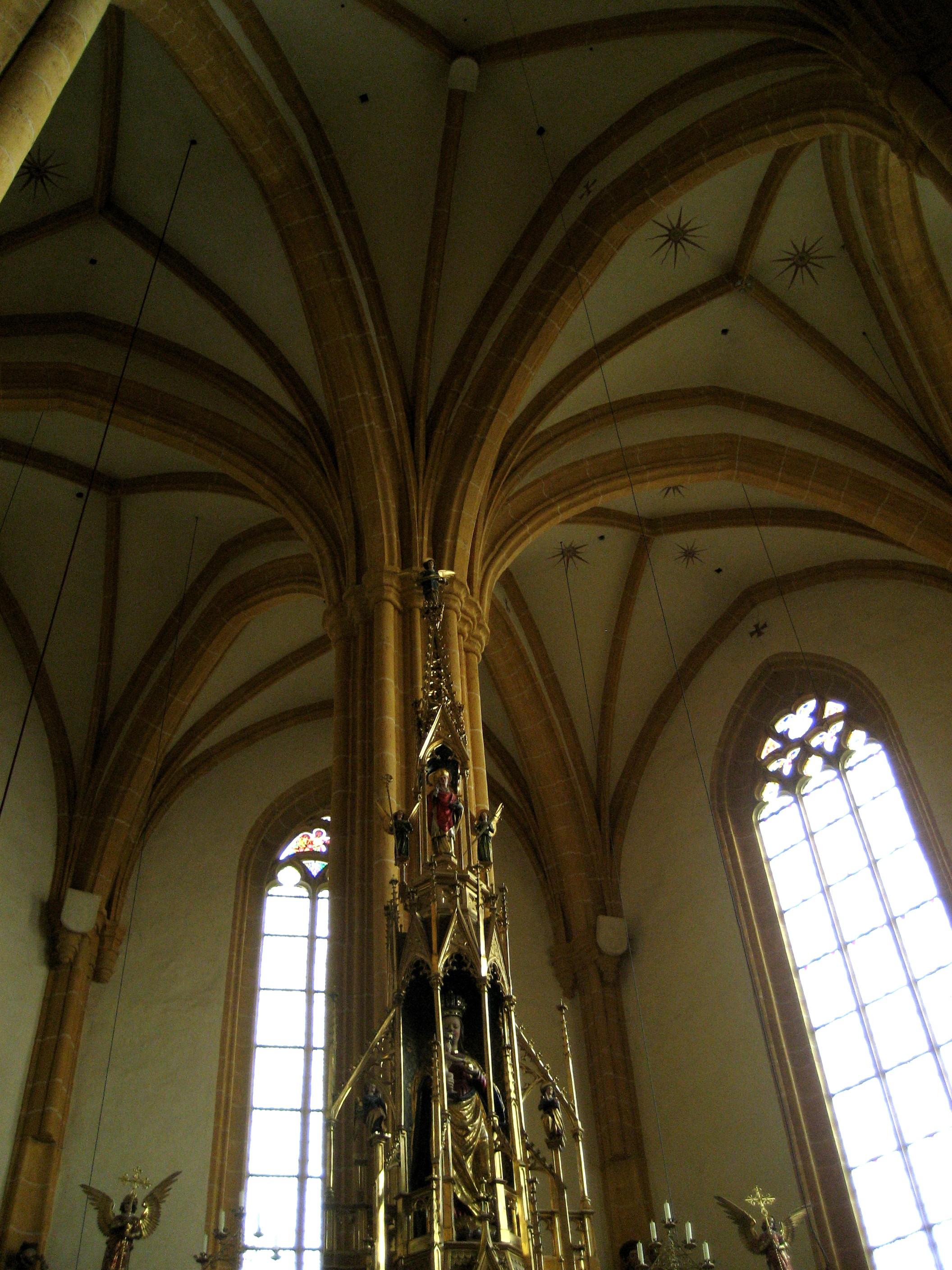
Zentralpfeiler im Chor
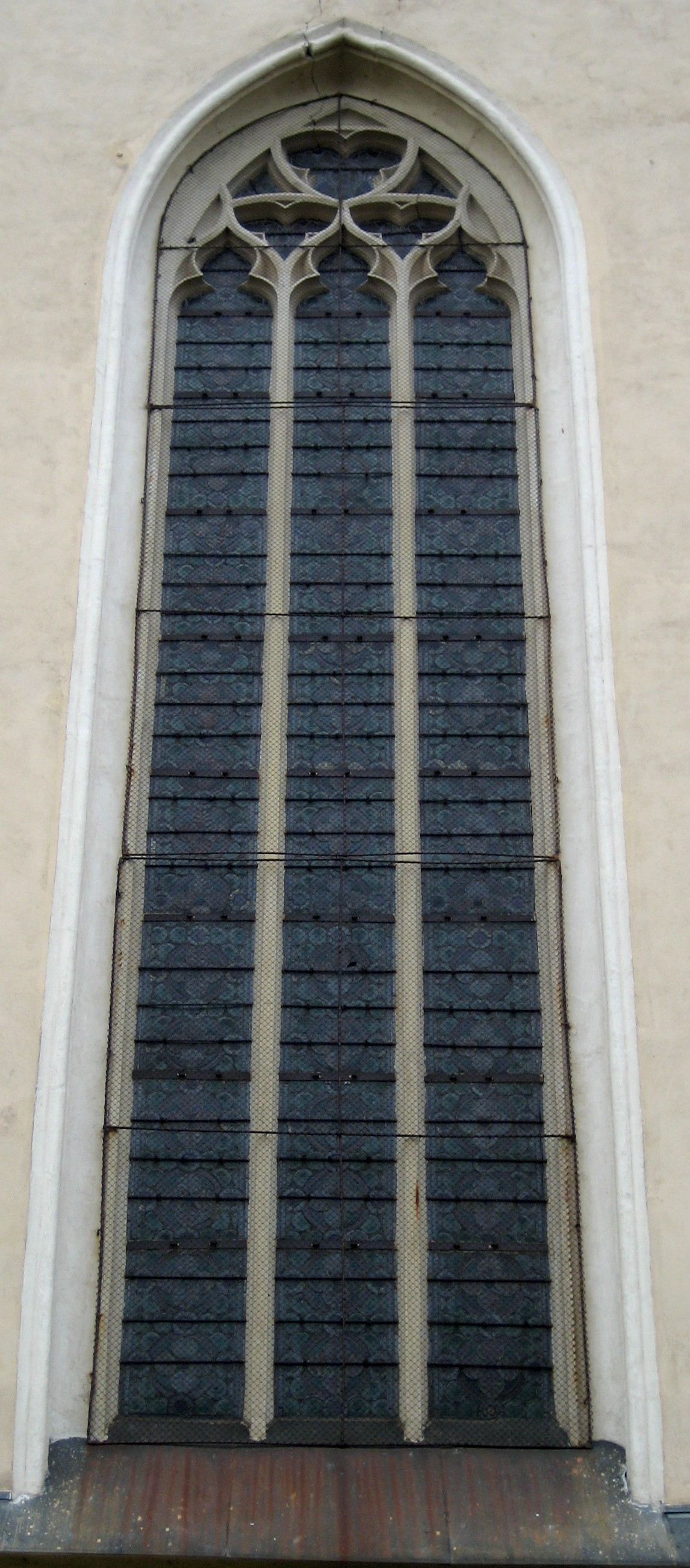
Maßwerkfenster im Chor
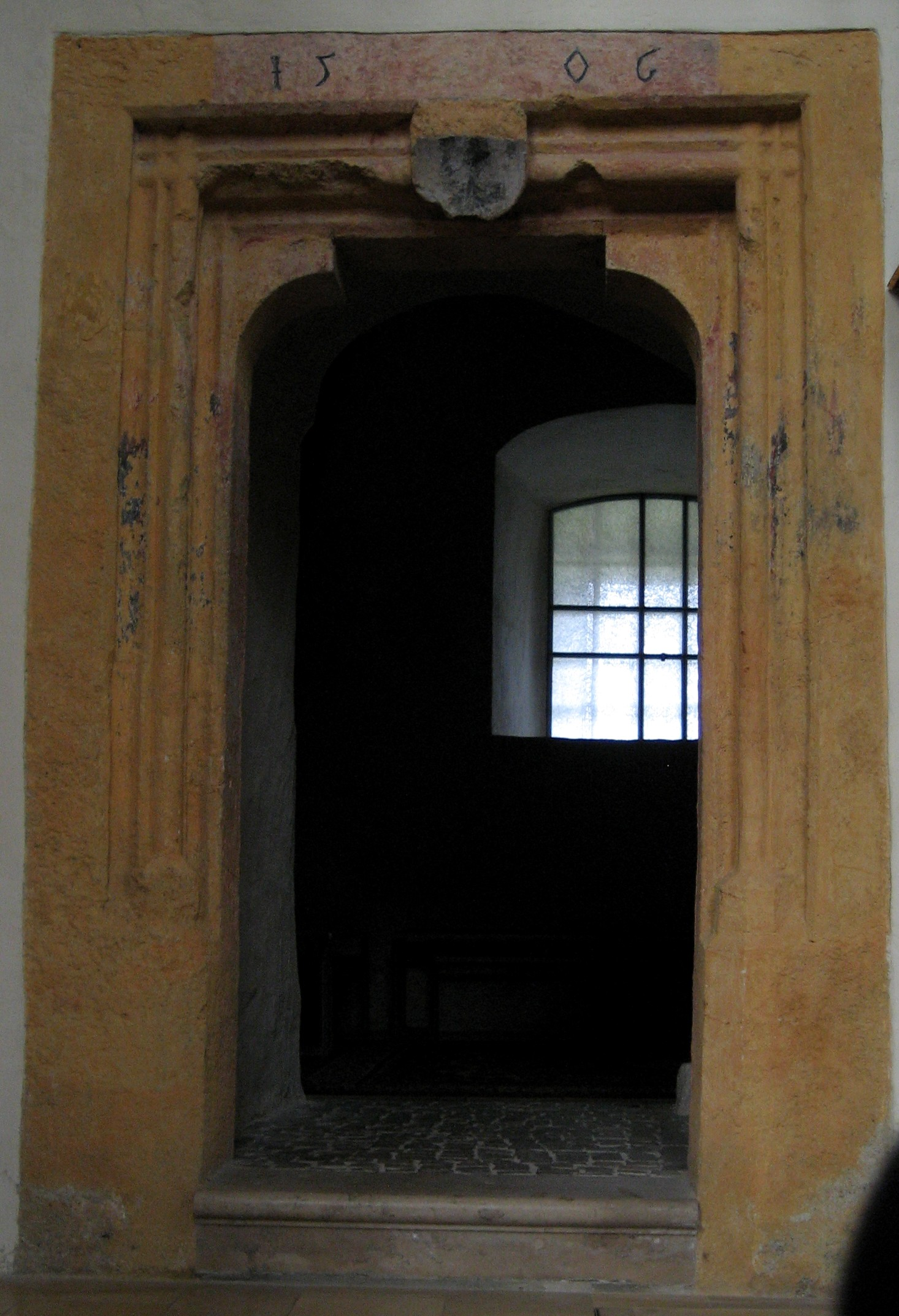
Stabwerkportal mit Jahreszahl „1506“
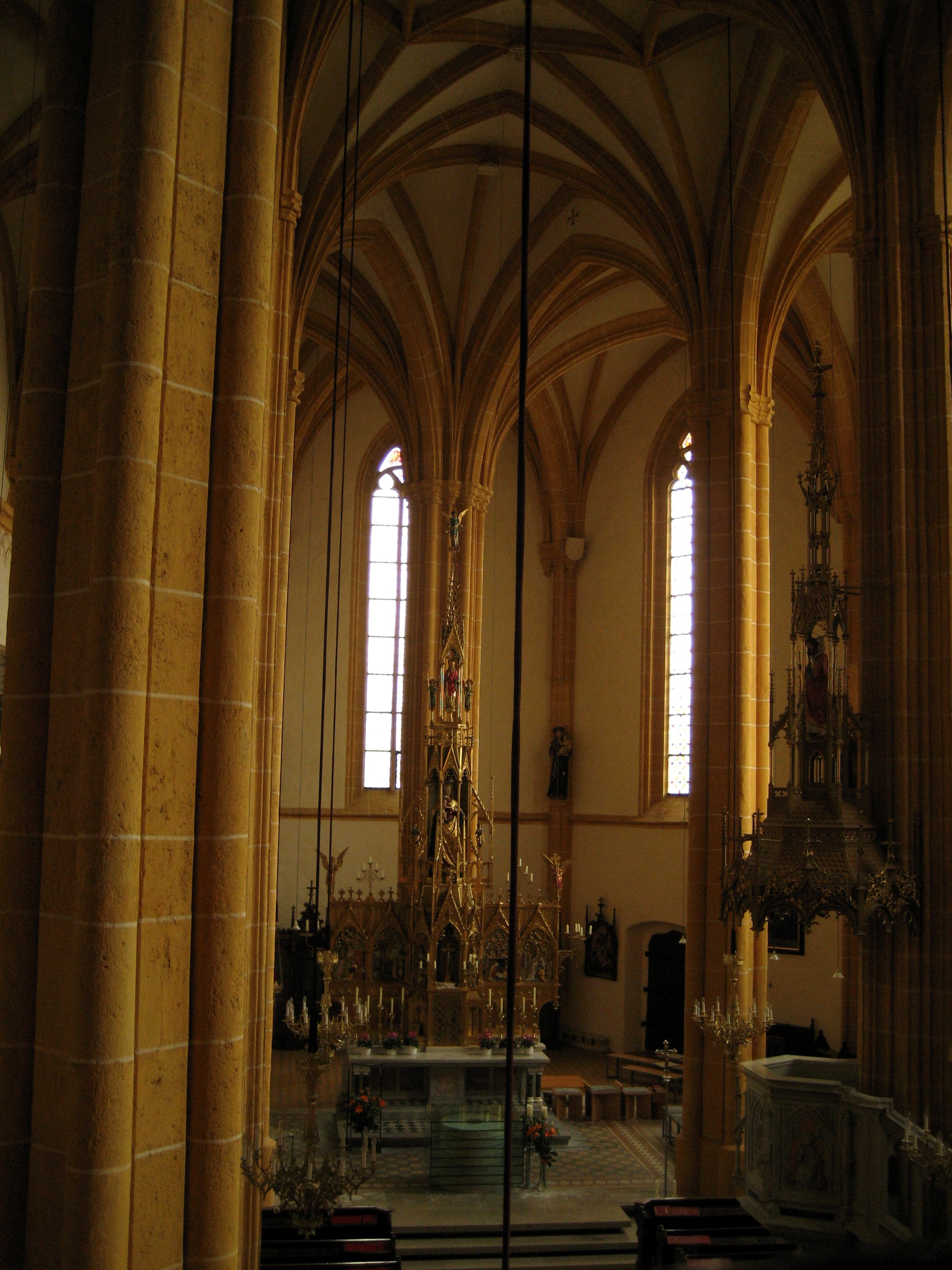
Blick von der Orgelempore

(Anmerkung: alle Bilder November 2006)
Koordinaten: 46° 58′ 23″ N, 15° 30′ 2,6″ O